# Americana (video)
Americana är en video släppt av det amerikanska punkrockbandet The Offspring år 1998 och den släpptes både som VHS och DVD. Titeln kommer från namnet på bandets femte album: Americana. Videon innehåller klipp på bandmedlemmarna där de utövar extremsporter, men även klipp från deras konserter. Förutom detta innehåller videon klipp från fyra misslyckade snatteriförsök som bandmedlemmarna och deras vänner försöker sig på (här kallade Smash and Grab). Slutligen innehåller Americana hemmagjorda musikvideor åt låtarna "Cool to Hate" och "Mota" (båda från albumet Ixnay on the Hombre) samt "Burn It Up" (från albumet Ignition). Americana klipptes ihop av Paul Cobb och det tog honom två år att göra detta som ett hobbyprojekt.
Videon innehåller även klippet "Garage Days" vilket är ett klipp inspelat i Orange County, Kalifornien mellan åren 1983 och 1984. The Offspring gick då under namnet Manic Subsidal och i klippet kan de ses uppträda med låten "Sorority Bitch". I slutet av klippet visas The Offspring när de gör ett kortare framträdande i TV-programmet Hot Seat. Där börjar programledaren Wally George med att introducera bandet och sedan visar han upp ett exemplar på deras debutalbum för publiken. Han förklarar vidare att han tycker att deras låt "Kill the President" är löjeväckande och han börjar därefter att bryta sönder LP-skivan. Han river även sönder albumkonvolutet och innan bandet har hunnit säga en hel mening blir de utskickade av säkerhetsvakterna och avsnittet avslutas.

## Videoklipp
1. "Welcome to the Dollhouse"
2. "Garage Days"
3. "Cool to Hate"
4. "The Meaning of Life"
5. "Smash and Grab Part 1"
6. "All I Want"
7. "Mota"
8. "Smash and Grab Part 2"
9. "Gotta Get Away"
10. "Nitro"
11. "Take It Like a Man"
12. "Burn It Up"
13. "Bad Habit"
14. "Smash and Grab Part 3"
15. "Nothing from Something"
16. "Gone Away"
17. "Crossroads"
18. "Smash and Grab Part 4"
19. "Built for Speed"
20. "Self Esteem"
21. "The Final Battle"